# علي بن الأقمر
علي بن الأقمر بن عمرو بن الحارث بن معاوية بن عمرو بن الحارث، أبو الوازع الوادعي، الهمداني، الكوفي. من الرواة الثقات، ذكره ابن حبان في كتاب «الثقات»، ووثقه جماعة.

## روايته للحديث النبوي
- روى عن: أسامة بن شريك والأغر أبي مسلم وأبي حذيفة سلمة بن صهيبة وشداد بن الأزمع وشريح القاضي وعبد الله بن ربيعة السلمي وعبد الله بن عمر بن الخطاب فيما قيل، وعكرمة مولى ابن عباس، وعون بن أبي جحيفة، ومصعب بن سعد بن أبي وقاص ومعاوية بن أبي سفيان وقيل إنه وفد عليه ويزيد بن أبي كبشة وأبي الأحوص الجشمي وأبي جحيفة وأبي عطية الوادعي وأم عطية الأنصارية فيما قيل.[4]
- روى عنه: الحسن بن صالح بن حي، ورقبة بن مصقلة وسفيان الثوري وسليمان الأعمش وشريك بن عبد الله وشعبة بن الحجاج وصالح بن صالح بن حي، وعبد الأعلى بن أبي المساور وعبد الرحمان بن عبد الله المسعودي وأخوه أبو العميس عتبة بن عبد الله المسعودي ومالك بن مغول، ومحمد بن جحادة، ومحمد بن عبيد الله العرزمي ومسعر بن كدام ومنصور بن المعتمر وأبو إسحاق الشيباني وأبو مالك النخعي.[2]

## الآراء فيه
الجرح والتعديل
- أبو حاتم الرازي: صدوق ثقة.
- أحمد بن شعيب النسائي: ثقة.
- أحمد بن صالح الجيلي: ثقة.
- ابن حجر العسقلاني: ثقة.
- الدارقطني: ثقة.
- عبد الرحمن بن يوسف بن خراش: ثقة.
- يحيى بن معين: ثقة حجة.
- يعقوب بن سفيان الفسوي: ثقة.